# 那加東亜町
那加東亜町（なかとうあちょう）は、岐阜県各務原市の地名。丁番を持たない単独町名である。

## 地理
各務原市の那加地区に属する。
町域の東部は那加雲雀町、那加甥田町、西部は那加太平町、南部は那加本町、那加新那加町、那加吾妻町、北部は那加前洞新町、那加幸町である。
町域の南にはJR高山本線が通過し、東部には新境川が流れる。
旧・稲葉郡那加町の役場があり、那加町の行政の中心地であった。
地名の由来は不明だが、大東亜共栄圏に因んだという説がある。
道路
- 那加中通り

## 歴史
元々は稲葉郡那加村西市場外六ケ所大字入会地の一部である。
1944年（昭和19年）2月11日、那加町西市場外六ケ所大字入会地の市街地の地域で字名の改称と地番変更がおこなわれ、東亜町が成立。1963年（昭和38年）4月1日に各務原市の発足に伴い那加東亜町に改称する。

## 世帯数と人口
2024年（令和6年）10月1日現在の世帯数と人口は以下の通りである。
| 丁目       | 世帯数  | 人口  |
| ---------- | ------- | ----- |
| 那加東亜町 | 232世帯 | 441人 |

## 小・中学校の学区
市立小・中学校に通う場合、学区は以下の通りとなる。
| 番・番地等 | 小学校                   | 中学校               |
| ---------- | ------------------------ | -------------------- |
| 全域       | 各務原市立那加第三小学校 | 各務原市立那加中学校 |

## 主な施設
- 各務原市立那加第三小学校
- 各務原市立那加中学校
- 岐阜県立各務原西高等学校
- 那加中央保育所
- 各務原市医師会准看護学校
- 那加南福祉センター
- TOUAMACHI KAIKAN - 旧・那加町役場跡
- エスライン各務原
- 八幡神社

## 交通
- 最寄り駅はJR高山本線那加駅、名古屋鉄道各務原線新那加駅